# Veraval
Veraval (Gujarati વેરાવળ; Hindi वेरावल) ist eine Hafenstadt mit ca. 170.000 (mit Vororten knapp 200.000) Einwohnern an der Südküste des indischen Bundesstaats Gujarat. Die Stadt bildet den Verwaltungssitz des am 15. August 2013 neu gegründeten Distrikts Gir Somnath und besitzt den Status einer Municipality (Nagar Palika).

## Lage und Klima
Veraval und Somnath mit seinem berühmten Hindu-Tempel stehen unter derselben Verwaltung. Ahmedabad, die Hauptstadt Gujarats, ist etwa 400 km (Fahrtstrecke) in nordöstlicher Richtung entfernt. Das Klima ist meist schwülwarm; Regen (ca. 880 mm/Jahr) fällt hauptsächlich in den hoch- und spätsommerlichen Monsunmonaten.

## Bevölkerung
Ca. 68,5 % der Stadtbewohner sind Hindus und knapp 31 % sind Moslems; der Rest entfällt auf Christen, Jains, Sikhs und Buddhisten. Der Männeranteil ist etwa 5 % höher als der der Frauen. Man spricht zumeist Gujarati und Hindi.

## Wirtschaft
Die an das indische Eisenbahnnetz angeschlossene Stadt lebt im Wesentlichen von der Fischerei und deren Nebengewerken wie Bootsbau und Konservenindustrie. Auch Grasim Industries, ein Tochterunternehmen der Aditya-Birla-Gruppe, hat eine Ansiedlung in Veraval.

## Geschichte
Zuvor lag die Stadt im Fürstenstaat Junagadh und später – nach der indischen Unabhängigkeit – im Distrikt Junagadh.